# Månens is
Månens vand er vand, der er til stede på Månen. Flydende vand kan ikke være til stede på Månens overflade, og vanddamp nedbrydes af sollys, hvor brint hurtigt går tabt til det ydre rum. Men forskerne har  siden 1960'erne formodet, at vand-is kunne overleve i kolde, permanent skygget kratere ved Månens poler. Vandmolekyler er også påvist i det tynde lag af gasser over månens overflade.
Vand (H2O), og den kemisk beslægtet hydroxyl gruppe (-OH), kan også findes i former, der er kemisk bundet som fugter og - hydroxider til månens mineraler (snarere end frit vand), og videnskabelig dokumentation tyder stærkt på, at dette faktisk er tilfældet i lave koncentrationer over en stor del af Månens overflade. Faktisk er adsorberet vand beregnet til at eksistere med sporkoncentrationer fra 10 til 1000 ppm. I 1978 blev det rapporteret, at prøver fra den Sovjetiske Luna 24 sonde indeholdt 0.1 % vand i masseprøven. Ikke-entydigt evidens for frit vand-is på månens poler blev samlet fra en række observationer, der tyder på tilstedeværelsen af bundet hydrogen.